# Neastacilla inaequispinosa
Neastacilla inaequispinosa är en kräftdjursart som först beskrevs av Guiler 1949.  Neastacilla inaequispinosa ingår i släktet Neastacilla och familjen Arcturidae. Inga underarter finns listade i Catalogue of Life.